# 곤살로 페레스 데 바르가스
곤살로 페레스 데 바르가스 모레노(스페인어: Gonzalo Pérez de Vargas Moreno, 1991년 1월 10일~)는 스페인의 핸드볼 선수로 포지션은 골키퍼이다. 현재 FC 바르셀로나와 스페인 핸드볼 국가대표팀 소속으로 뛰고 있다.
스페인 국가대표팀 선수로 2020년 하계 올림픽에서 동메달을 획득했으며 세계 선수권 대회에서 동메달 2개, 유럽 선수권 대회에서 금메달 2개, 은메달 2개, 동메달 1개를 획득했다.